# 매티그 공식
매티그 공식(영어: Mattig formula)은 관측 우주론과 외부은하 천문학에서 중요한 공식으로 주어진 천체의 원주좌표(radial coordinate)와 적색편이 사이의 관계를 제공한다. 이는 사용되는 우주론적 모델에 따라 달라지며 적색편이에 따른 광도 거리를 계산하는 데 사용된다.
여기에서는 암흑 에너지가 0이라고 가정하므로, 현재의 람다 CDM 모델 (거리-적색편이 관계를 얻기 위해 수치 적분을 필요로 함)과 같은 현대 우주론 모델에서는 더 이상 적용할 수 없다. 그러나 매티그의 공식은 임의의 물질 밀도에 대한 거리-적색편이 관계에 대한 최초의 분석 공식으로서 상당한 역사적 중요성을 가졌고, 이는 이 관계를 측정하려는 1960년대와 1970년대에 중요한 연구에 박차를 가했다.

## 암흑 에너지가 없는 경우
매티그(W. Mattig)가 1958년 논문에서 유도한 것으로 이 관계식의 수학적 공식은 다음과 같다.
{\displaystyle r_{1}={\frac {c}{R_{0}H_{0}}}{\frac {q_{0}z+(q_{0}-1)(-1+{\sqrt {1+2q_{0}z}})}{q_{0}^{2}(1+z)}}}
여기서, {\displaystyle r_{1}={\frac {d_{p}}{R}}={\frac {d_{c}}{R_{0}}}} 관찰자로부터 천체의 원주좌표 거리(현재의 고유 거리)이고, {\displaystyle d_{p}}는 고유 거리(proper distance), {\displaystyle d_{c}}는 공변 거리(comoving distance)이다.
{\displaystyle q_{0}=\Omega _{0}/2}는 감속 매개변수로 {\displaystyle \Omega _{0}}는 현재 우주에 있는 물질의 밀도이다.
{\displaystyle R_{0}}는 현재의 스케일 팩터이고 {\displaystyle R}은 임의 시간의 스케일 팩터이다.
{\displaystyle H_{0}}는 현재 허블 상수이고,
{\displaystyle z}는 여느때와 같이 적색편이이다.
이 방정식은 {\displaystyle q_{0}>0}일때만 유효하고 {\displaystyle q_{0}\leq 0} 일 때는 {\displaystyle r_{1}}값은 계산할 수 없는데, 이것은 이 식의 유도시에 우주 상수를 가정하지 않았다는 점에 의한 것이다. 우주 상수가 없으면 {\displaystyle q_{0}}는 음수 값을 가질 수 없게 된다.
원주좌표계에서 다음 공식을 사용하여 광도 거리를 계산할 수 있다.
{\displaystyle D_{L}\ =\ R_{0}r_{1}(1+z)={\frac {c}{H_{0}q_{0}^{2}}}\left[q_{0}z+(q_{0}-1)(-1+{\sqrt {1+2q_{0}z}})\right]}
{\displaystyle q_{0}=0}일 때, 우리는 테일러 급수를 사용하여 광도 거리에 대한 또 다른 표현을 얻는다.
{\displaystyle D_{L}={\frac {c}{H_{0}}}\left(z+{\frac {z^{2}}{2}}\right)}
그런데 1977년 테럴(Terrell)은 모든 {\displaystyle q_{0}\geq 0}의 경우에 유효한 공식을 고안했다.
{\displaystyle D_{L}={\frac {c}{H_{0}}}z\left[1+{\frac {z(1-q_{0})}{1+q_{0}z+{\sqrt {1+2q_{0}z}}}}\right]}

## 참고 문헌
1. ↑  Observations in Cosmology, Cambridge University Press
2. ↑  Mattig, W. (1958), “Über den Zusammenhang zwischen Rotverschiebung und scheinbarer Helligkeit”, 《Astronomische Nachrichten》 284 (3): 109, Bibcode:1958AN....284..109M, doi:10.1002/asna.19572840303
3. ↑  Bradley M. Peterson, "An Introduction to Active Galactic Nuclei", p. 149
4. ↑  Terrell, James (1977), “The luminosity distance equation in Friedmann cosmology”, 《Am. J. Phys.》 45 (9): 869–870, Bibcode:1977AmJPh..45..869T, doi:10.1119/1.11065